# Осберн Глостерский
Осберн Пиннок Глостерский (англ. Osbern Pinnock of Gloucester, 1123 — 1200) — английский монах-бенедиктинец из аббатства Святого Петра в Глостере и писатель-лексикограф.
Его «Панормия», или «Деривации» (Liber Derivationum), представляла собой список латинских слов, составленный примерно в 1150—1180 гг. Она содержала элементы как глоссария редких слов, так и производных (основанных на этимологии) и поэтому была новаторской; но на этом этапе эти два аспекта были разделены. Эта работа была напечатана Анджело Маем в 1836 году под названием Thesaurus novus latinitatis; авторство позднее приписывали Вильгельму Мейеру. Произведение получило широкое распространение и оказало влияние на более позднее творчество Угуция Пизанского.